# Parochet

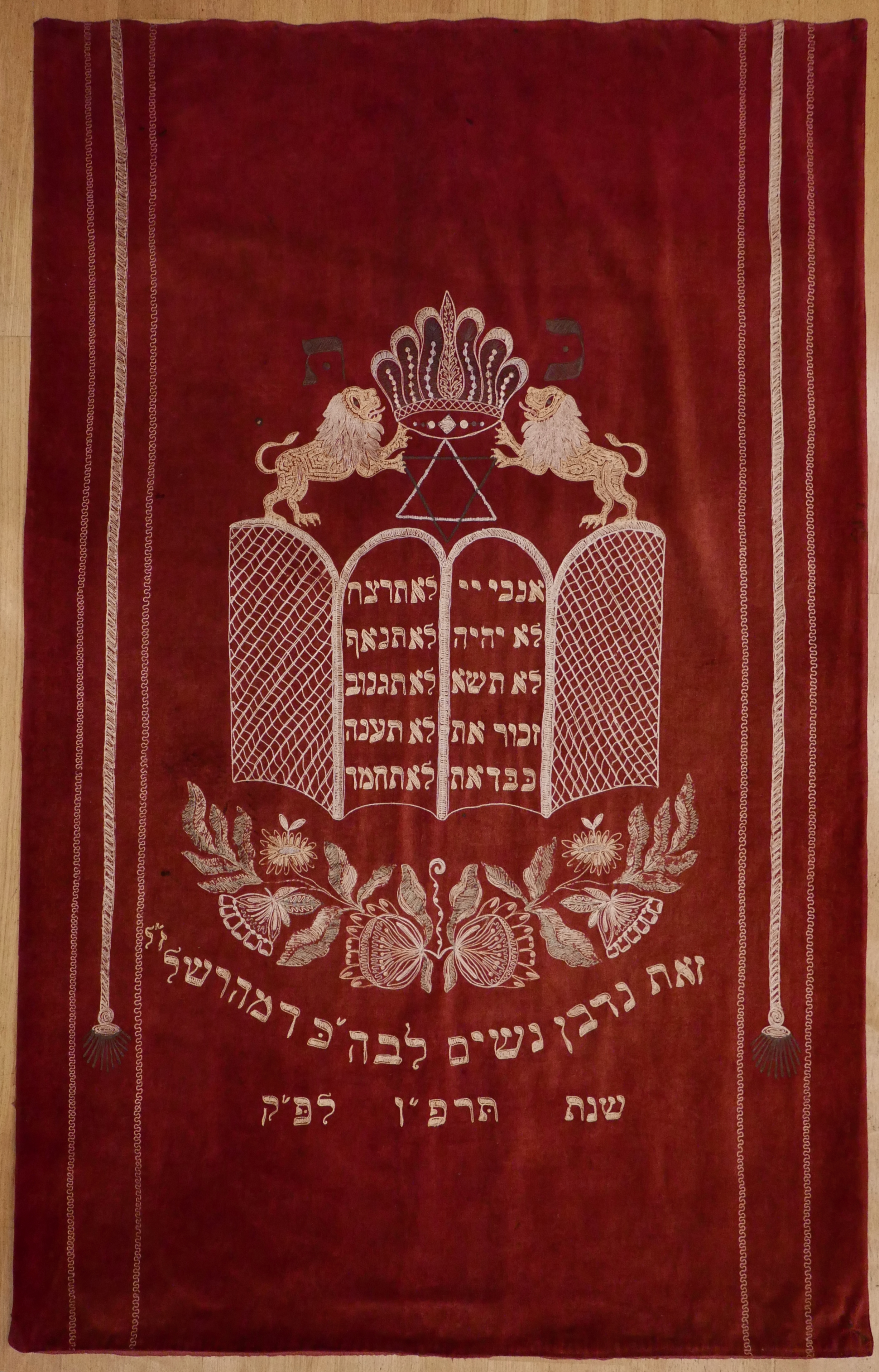
Parochet pochodzący z synagogi Maharszala w Lublinie, obecnie w posiadaniu synagogi w Bielsku-Białej

Parochet (hebr. פרוכת zasłona) – bogato zdobiona, zazwyczaj z aksamitu, jedwabiu, lnu lub brokatu kotara w synagodze kultury aszkenazyjskiej zasłaniająca drzwiczki Aron ha-kodesz, w którym przechowuje się zwoje tory (rodał).  W synagogach sefardyjskich i włoskich parochet zawieszany jest za drzwiczkami kryjącymi zwoje tory. Symbolicznie oddziela on strefę sacrum od profanum. Na nim zawiesza się ponadto pas tkaniny zwany kaporetem. Parochet jest często ozdobiony tekstami z pism świętych lub mędrców, które odzwierciedlają świętość synagogi lub specyfikę znajdującej się w niej Tory. Często są na nim wyhaftowane imiona darczyńców.
Parochet symbolizuje zasłonę zakrywającą Arkę Przymierza, opartą na Wj (Exodus) 40,21. „Wprowadził arkę do Przybytku i umieścił zasłonę oddzielającą, tak aby tworzyła ochronną osłonę przed Arką…”.
Parochet składa się z centralnego kawałka materiału zwanego lustrem, który zdobiony jest wypukłym, ozdobnym haftem przedstawiającym w centralnej części gwiazdę Dawida, koronę Tory lub parę lwów, które symbolicznie podtrzymują tablice Dekalogu. Na wielu znajdują się również hebrajskie inskrypcje. Po bokach znajdują się dwa cienkie pasy innej tkaniny, które symbolizują kolumny w Świątyni Jerozolimskiej.
Przez 10 dni między świętami Rosz ha-Szana i Jom Kipur zawieszany jest specjalny biały parochet, symbolizujący czystość, odpuszczenie grzechów, przebaczenie i oczyszczenie (główne motywy Jamim Noraim), a 9. dnia miesiąca aw, czyli w święto Tisza be-Aw, zawiesza się czarny parochet na znak żałoby.
Parochet w Świątyni Jerozolimskiej (gr. καταπέτασμα) oddzielał część zwaną Święte Świętych ze znajdującą się wewnątrz Arką Przymierza.

## Galeria

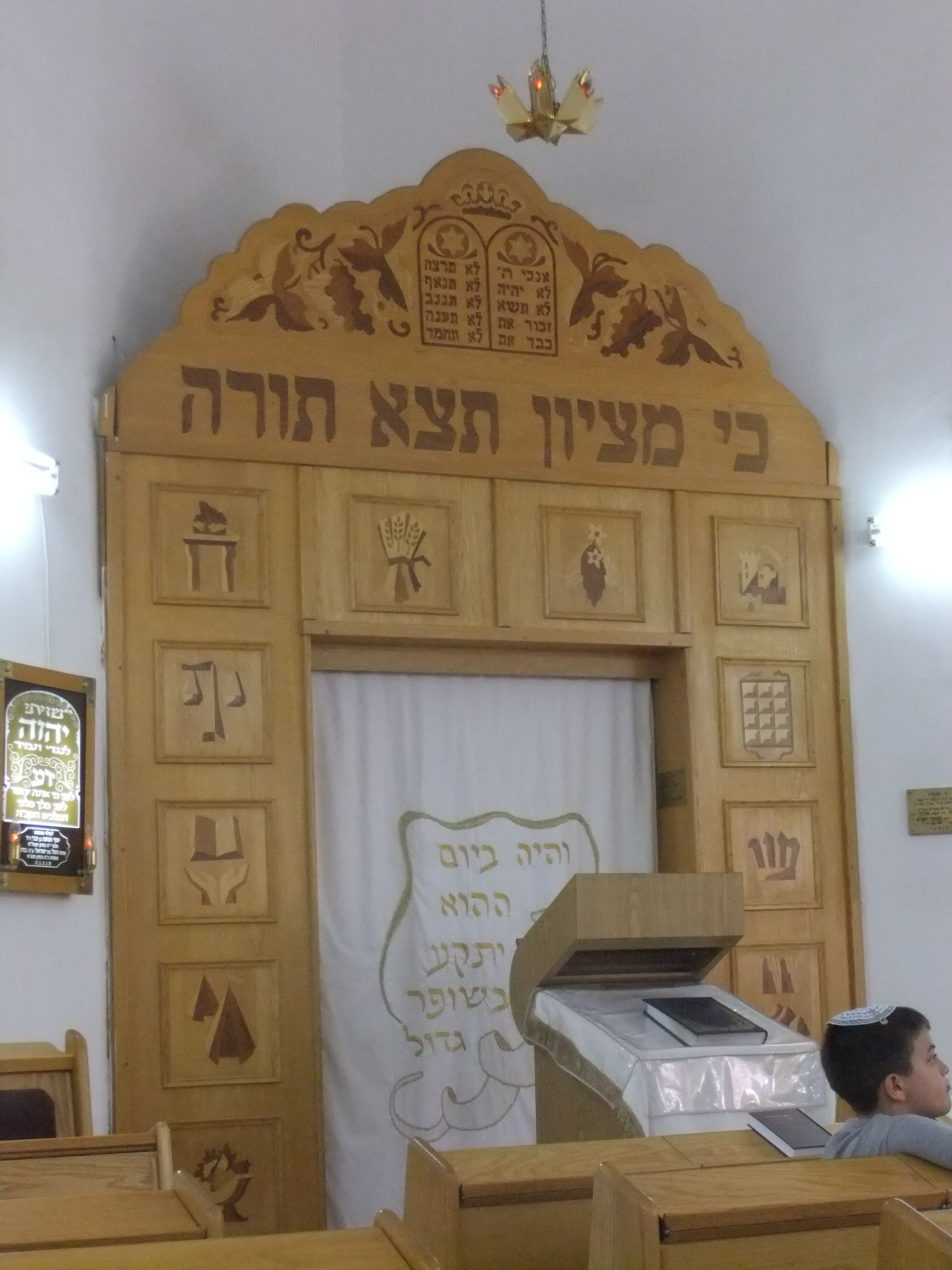
Biały parochet  w synagodze Yad Moshe w Chaszmona’im
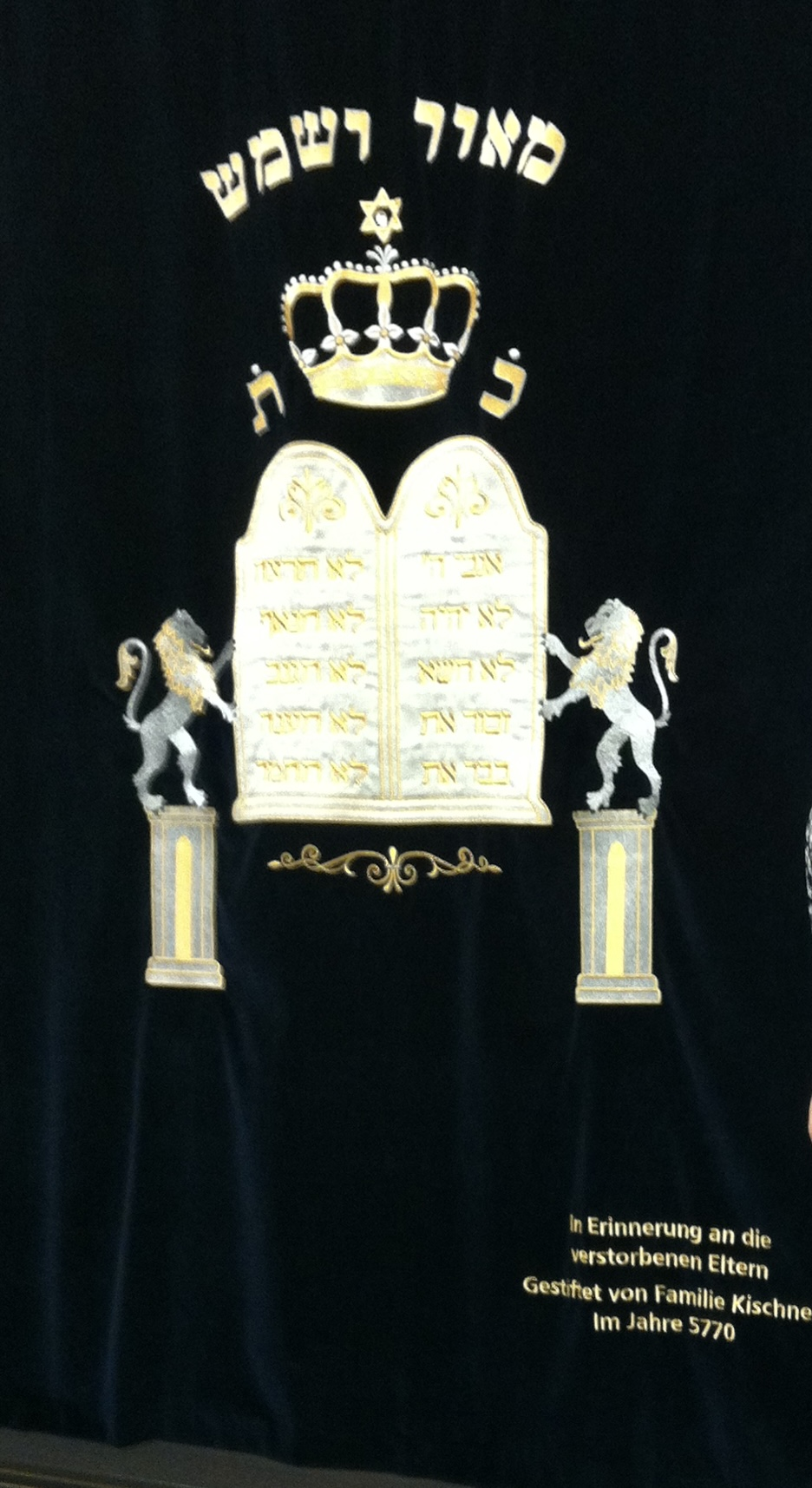
Parochet w Nowej Synagodze w Moguncji
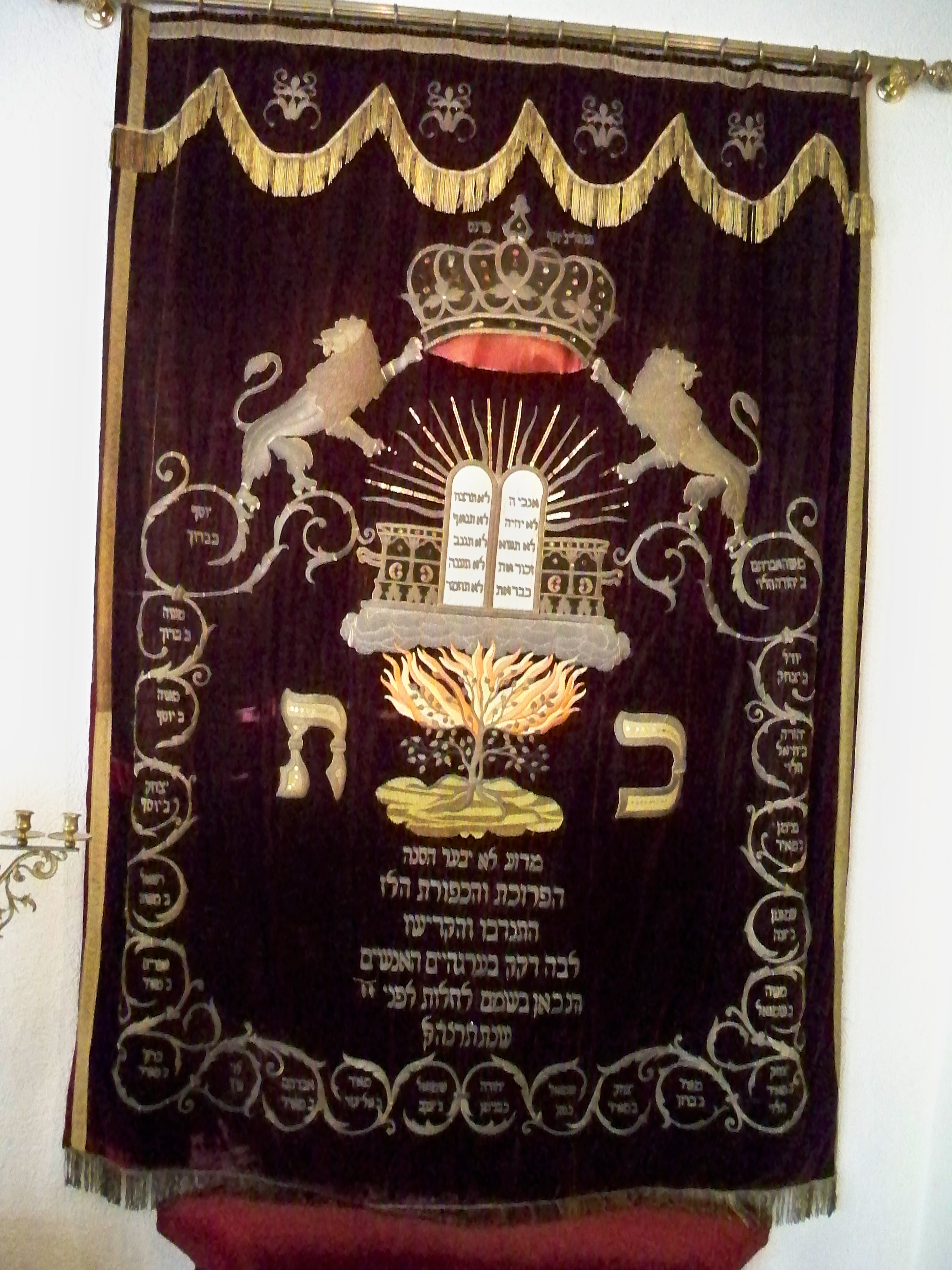
Parochet w Muzeum Bartholdi w Colmar
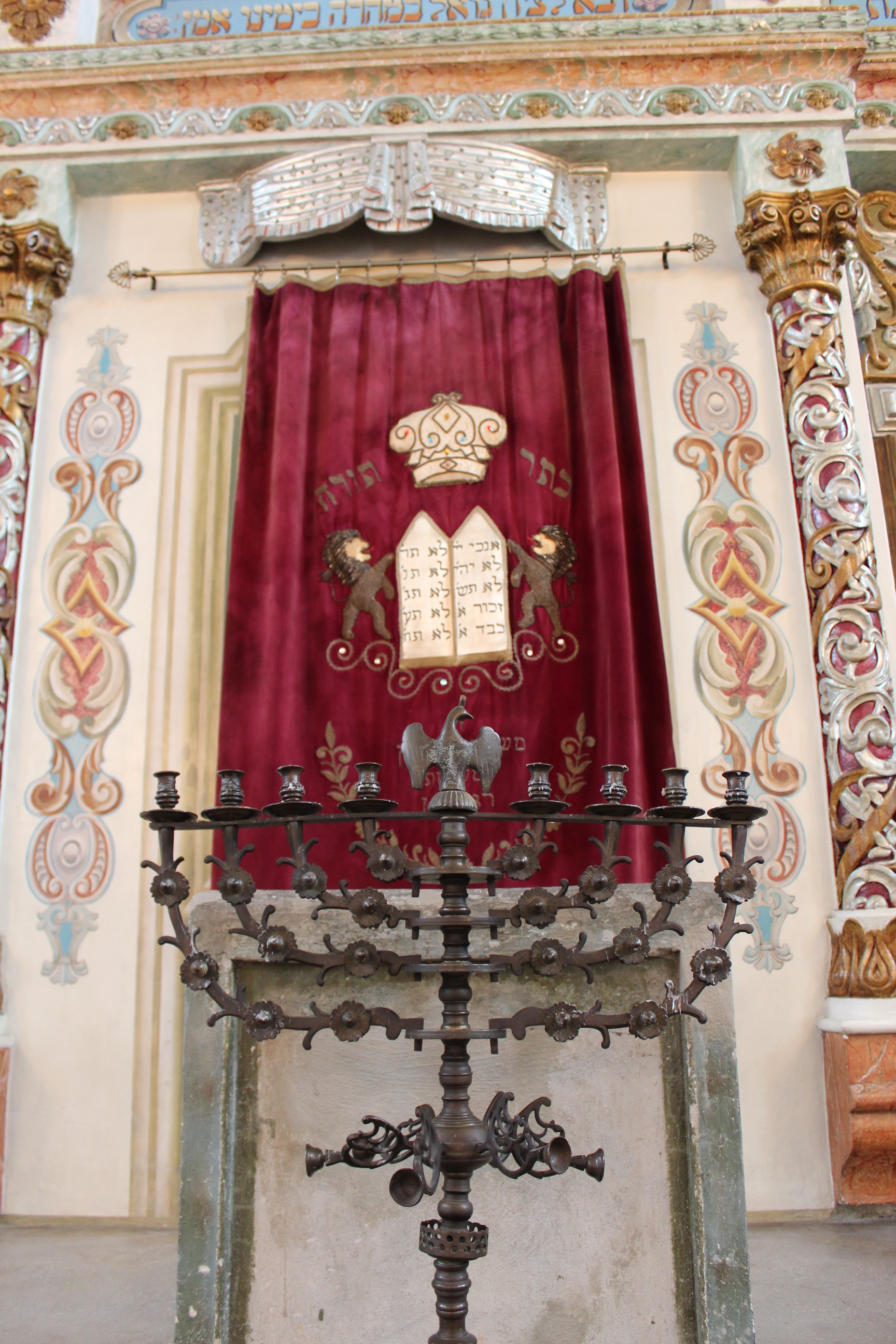
Parochet w Wielkiej Synagodze we Włodawie
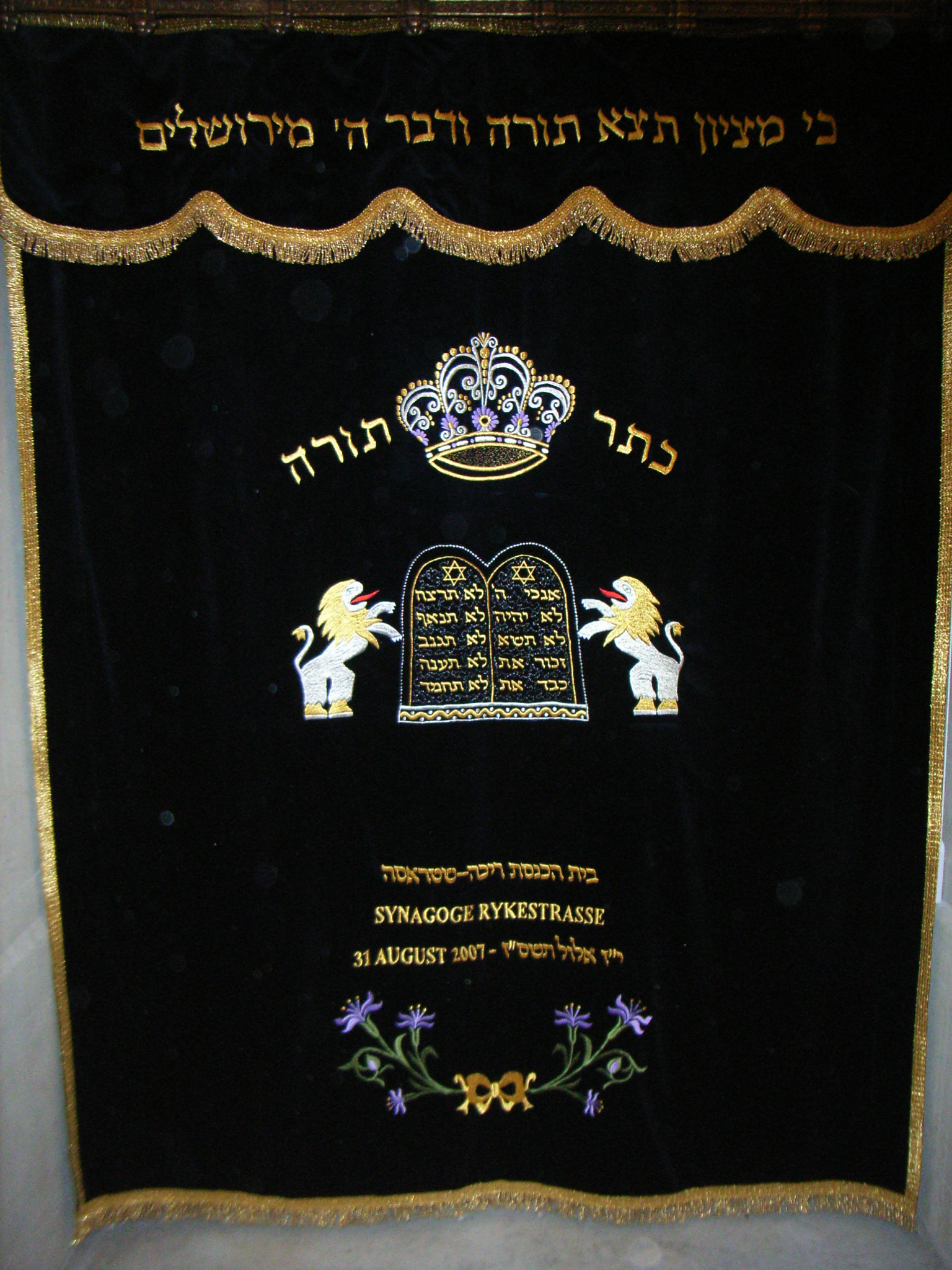
Parochet w Synagodze Rykestraße w Berlinie